# Ернест Гімсон
Ернест Вільям Гімсон (англ. Ernest William Gimson; нар. 21 грудня 1864, Лестер, Східна Англія — 12 серпня 1919, Глостершир, Англія) — англійський архітектор і проектувальник меблів.

## Життя та творчість
Народився 1864 року в сім'ї інженера-будівельника залізниць, засновника компанії (Gimson and Company), власника заводу Vulcan. У 1881—1885 роках Гімсон Молодший працював у різних проектних бюро, поки в 1883 році не відвідав лекцію «Мистецтво і соціалізм», прочитану Вільямом Моррісом у Лестерському світському товаристві (англ. Leicester Secular Society). За рекомендацією Морріса, Гімсон переїхав до Лондона і працевлаштувався в архітектурному бюро Джона Седдінга.
У 1884 році, під впливом ідей Вільяма Морріса, Ернест Вільям Гімсон приєднався до «Руху мистецтва і ремесел». Історик архітектури Ніколаус Певзнер вважав Гімсона найвидатнішим архітектором-проектувальником даного руху.
У 1889 році Гімсон вступив до складу «Товариства із захисту стародавніх будівель» (англ. Society for the Protection of Ancient Buildings; SPAB). В цей же час Ернест Гімсон, під впливом ідей Філіпа Вебба та «Гільдії працівників мистецтв» (англ. Art Workers Guild), захопився проектуванням сільських будинків в «староанглійському стилі», а також меблів. Він розробляв малюнки меблів простих і ясних обрисів, в тому числі проектував кабінети з чорного дерева зі скромною інкрустацією перламутром.
Зразки меблів та архітектурні проекти Гімсона вважаються одними з кращих для свого часу і широко представлені в основних колекціях прикладного мистецтва музеїв Великої Британії та Сполучених Штатів Америки.